# Société des boissons du Maroc
 (novembre 2023).
 (avril 2021).
La Société des Boissons du Maroc anciennement Brasseries du Maroc est une entreprise marocaine créée en 1919 par le Groupe BGI. L’entreprise était une filiale de la SNI jusqu'en 2003, date de sa reprise par le Groupe Castel.
Elle est présente dans la bière, le vin, l'eau potable et l'huile d'olive. Elle détient également les 11 magasins Nicolas sur le territoire marocain.
Son actionnaire majoritaire est le Groupe Castel (69,3 %) 
Son siège est situé à Casablanca.
Elle annonce en juin 2024, le retour de l'iconique boisson "La Cigogne" dans le marché marocaine.

## Produits

### Bières
- Bières locales :
  - Flag spéciale[2]
  - Flag Pils[2]
  - Kania[3][source insuffisante]
  - Casablanca[2]
  - Casablanca light
  - Casablanca Citron
  - Stork[2]
- Bières sous licence :
  - Heineken
  - Castel Beer
  - 33 Export
  - Beaufort
- Bières sans alcool :
  - Flag
  - Crown

### Vins
- Larroque[Quoi ?]
- Merlot
- Bordeaux
- Syrah
- Cabernet

### Boissons maltées
- Fayrouz
- Merry[Quoi ?]

### Boissons non-alcoolisées[4]
- La Cigogne
- Judor
- Youki
- Gil

## Actionnariat
- MDI : 63,51 %
- Flottant en bourse : 20,83 %
- CIMR : 7,75 %
- Financière First : 5,63 %
- Heineken International Beheer : 2,21 %
- SCR : 0,07 %